# Turtles Go Hollywood
Turtles Go Hollywood is een rollenspel en uitbreiding van het Teenage Mutant Ninja Turtles & Other Strangeness spel. Het spel werd uitgegeven door Palladium Books in 1990 en gebruikt het Palladium Megaversal systeem.
Het spel bevat vijf onderling verbonden avonturenscenario’s die draaien om drugsbaronnen, corrupte Hollywood filmmakers, gemuteerde superschurken en een kwaadaardige ninja clan.